# فیلیپو تومازو مارینتی
فیلیپو تومازو مارینتی (ایتالیایی: Filippo Tommaso Marinetti؛ ایتالیایی: [fiˈlippo tomˈma:zo mariˈnetti]؛ ۲۲ دسامبر ۱۸۷۶ – ۲ دسامبر ۱۹۴۴) شاعر، نویسنده، نمایشنامه‌نویس و آهنگساز فوتوریست اهل پادشاهی ایتالیا بود. وی دانش‌آموختهٔ دانشگاه پاریس و دانشگاه پاویا بود.
وی با گروهِ هنرمندان و ادیبان موسوم به «آبئی دو کِرتِی» که معتقد به سمبولیسم و آرمان‌شهر بودند در ارتباط بود؛ اما علت اصلی شهرتش، نگارش «بیانیه (مانیفست) فوتوریسم» است که در سال ۱۹۰۹ میلادی منتشر شد.